# 恩古雷市鎮
恩古雷市鎮，曾是拉脫維亞的一個市鎮，設立於2009年，位於該國西部。人口7855人，面積397.9平方公里，人口密度約20人/km2。
2021年7月1日，恩古雷市鎮与其它市镇一起合并至圖庫姆斯市鎮。

## 外部連結
- 圖庫姆斯市鎮官方網站 （页面存档备份，存于） （拉脱维亚文） （英文）